# ويليام ويلزي
ويليام ويلزي (بالإنجليزية: William Welsh)‏ هو ممثل أمريكي، ولد في 9 فبراير 1870 بفيلادلفيا في الولايات المتحدة، وتوفي في 16 يوليو 1946 بلوس أنجلوس في الولايات المتحدة.

## وصلات خارجية
- ويليام ويلزي على موقع IMDb (الإنجليزية)
- ويليام ويلزي على موقع ألو سيني (الفرنسية)
- ويليام ويلزي على موقع أول موفي (الإنجليزية)
- ويليام ويلزي على موقع قاعدة بيانات الأفلام السويدية (السويدية)
- ويليام ويلزي على موقع قاعدة بيانات الفيلم (الإنجليزية)
- ويليام ويلزي على موقع كينوبويسك (الروسية)